# Сент-Стівен (Нью-Брансвік)
Сент-Стівен (англ. St. Stephen) — містечко в Канаді, у провінції Нью-Брансвік, у складі графства Шарлотт.

## Населення
За даними перепису 2016 року, містечко нараховувало 4415 осіб, показавши скорочення на 8,3%, порівняно з 2011-м роком. Середня густина населення становила 326,6 осіб/км².
З офіційних мов обидвома одночасно володіли 455 жителів, тільки англійською — 3 840, а 10 — жодною з них. Усього 105 осіб вважали рідною мовою не одну з офіційних.
Працездатне населення становило 57,5% усього населення, рівень безробіття — 16,7% (15,5% серед чоловіків та 17,3% серед жінок). 87,7% осіб були найманими працівниками, а 7,6% — самозайнятими.
Середній дохід на особу становив $34 567 (медіана $27 157), при цьому для чоловіків — $39 638, а для жінок $30 423 (медіани — $31 968 та $24 256 відповідно).
32,4% мешканців мали закінчену шкільну освіту, не мали закінченої шкільної освіти — 18,6%, 48,9% мали післяшкільну освіту, з яких 28% мали диплом бакалавра, або вищий.
| Статево-вікова структура населення | Статево-вікова структура населення | Статево-вікова структура населення | Статево-вікова структура населення | Статево-вікова структура населення |
| ---------------------------------- | ---------------------------------- | ---------------------------------- | ---------------------------------- | ---------------------------------- |
|                                    |                                    |                                    |                                    |                                    |
| Всього                             | Всього                             | 46,0%54,0%                         |                                    |                                    |
| 0 — 14 років                       | 0 — 14 років                       |                                    | 16,4%                              | 16,4%                              |
| 15 — 64 років                      | 15 — 64 років                      |                                    | 61,5%                              | 61,5%                              |
| 65 і більше                        | 65 і більше                        |                                    | 22,1%                              | 22,1%                              |
| 85 і більше                        | 85 і більше                        |                                    | 4,1%                               | 4,1%                               |
| Середній вік (років)               | Середній вік (років)               | 42,045,5                           | 43,9                               | 43,9                               |
| Медіана (років)                    | Медіана (років)                    | 44,347,3                           | 45,8                               | 45,8                               |
| — чоловіки — жінки                 |                                    |                                    |                                    |                                    |

| Походження мешканців:     | Походження мешканців:     | Походження мешканців: | Походження мешканців: | Походження мешканців: |
| ------------------------- | ------------------------- | --------------------- | --------------------- | --------------------- |
| Походження                |                           |                       | осіб                  | %                     |
| Корінні американці        | Корінні американці        |                       | 170                   | 3.95%                 |
| Інше північноамериканське | Інше північноамериканське |                       | 2 230                 | 51.86%                |
| Європейське               | Європейське               |                       | 2 765                 | 64.3%                 |
| британське                | британське                |                       | 2 390                 | 55.58%                |
| французьке                | французьке                |                       | 580                   | 13.49%                |
| українське                | українське                |                       | 20                    | 0.47%                 |
| Латинськоамериканське     | Латинськоамериканське     |                       | 15                    | 0.35%                 |
| Карибське                 | Карибське                 |                       | 10                    | 0.23%                 |
| Африканське               | Африканське               |                       | 30                    | 0.7%                  |
| Азійське                  | Азійське                  |                       | 65                    | 1.51%                 |

| Зайнятість населення за галузями (за класифікацією NOC): | Зайнятість населення за галузями (за класифікацією NOC): | Зайнятість населення за галузями (за класифікацією NOC): | Зайнятість населення за галузями (за класифікацією NOC): | Зайнятість населення за галузями (за класифікацією NOC): |
| -------------------------------------------------------- | -------------------------------------------------------- | -------------------------------------------------------- | -------------------------------------------------------- | -------------------------------------------------------- |
|                                                          |                                                          |                                                          |                                                          |                                                          |
| Управління                                               | Управління                                               |                                                          | 9,8%                                                     | 9,8%                                                     |
| Бізнес, фінанси та адміністрування                       | Бізнес, фінанси та адміністрування                       |                                                          | 14,1%                                                    | 14,1%                                                    |
| Природничі та прикладні науки                            | Природничі та прикладні науки                            |                                                          | 3,3%                                                     | 3,3%                                                     |
| Охорона здоров'я                                         | Охорона здоров'я                                         |                                                          | 5,7%                                                     | 5,7%                                                     |
| Освіта, правозахист, муніципальні та урядові служби      | Освіта, правозахист, муніципальні та урядові служби      |                                                          | 12,9%                                                    | 12,9%                                                    |
| Мистецтво, культура, відпочинок та спорт                 | Мистецтво, культура, відпочинок та спорт                 |                                                          | 2,1%                                                     | 2,1%                                                     |
| Роздрібна торгівля та послуги                            | Роздрібна торгівля та послуги                            |                                                          | 23,4%                                                    | 23,4%                                                    |
| Гуртова торгівля, транспорт та обладнання                | Гуртова торгівля, транспорт та обладнання                |                                                          | 11,3%                                                    | 11,3%                                                    |
| Природні ресурси, сільське господарство                  | Природні ресурси, сільське господарство                  |                                                          | 4,4%                                                     | 4,4%                                                     |
| Виробництво                                              | Виробництво                                              |                                                          | 13,1%                                                    | 13,1%                                                    |

## Клімат
Середня річна температура становить 6,3°C, середня максимальна – 24,5°C, а середня мінімальна – -14,8°C. Середня річна кількість опадів – 1 143 мм.
| Клімат поселення                              | Клімат поселення | Клімат поселення | Клімат поселення | Клімат поселення | Клімат поселення | Клімат поселення | Клімат поселення | Клімат поселення | Клімат поселення | Клімат поселення | Клімат поселення | Клімат поселення | Клімат поселення |
| Показник                                      | Січ.             | Лют.             | Бер.             | Квіт.            | Трав.            | Черв.            | Лип.             | Серп.            | Вер.             | Жовт.            | Лист.            | Груд.            |                  |
| Середній максимум, °C                         | −1,67            | −0,08            | 5,20             | 11,60            | 18,09            | 23,11            | 24,45            | 23,68            | 18,60            | 12,65            | 6,88             | −0,01            |                  |
| Середня температура, °C                       | −8,21            | −6,61            | −1,33            | 5,07             | 11,55            | 16,59            | 19,78            | 19,03            | 13,93            | 8,00             | 2,21             | −4,68            |                  |
| Середній мінімум, °C                          | −14,75           | −13,13           | −7,85            | −1,47            | 5,02             | 10,05            | 15,13            | 14,36            | 9,27             | 3,33             | −2,44            | −9,34            |                  |
| Норма опадів, мм                              | 101              | 76               | 100              | 97               | 100              | 89               | 86               | 82               | 93               | 101              | 112              | 106              |                  |
| Середньомісячна швидкість вітру, м/с          | 4.95             | 5.00             | 5.05             | 4.76             | 4.40             | 4.07             | 3.60             | 3.49             | 3.98             | 4.48             | 4.91             | 5.03             |                  |
| Середньомісячна сонячна радіація, кДж/м²·день | 5393             | 8521             | 12202            | 15456            | 18333            | 20281            | 20018            | 17844            | 13434            | 8676             | 5236             | 4274             |                  |
| --------------------------------------------- | ---------------- | ---------------- | ---------------- | ---------------- | ---------------- | ---------------- | ---------------- | ---------------- | ---------------- | ---------------- | ---------------- | ---------------- | ---------------- |
| Джерело:                                      |                  |                  |                  |                  |                  |                  |                  |                  |                  |                  |                  |                  |                  |